# San Antonio (Paraguay)
San Antonio is een stad en gemeente (in Paraguay un distrito genoemd) in het departement Central.
San Antonio telt 66.000 inwoners.

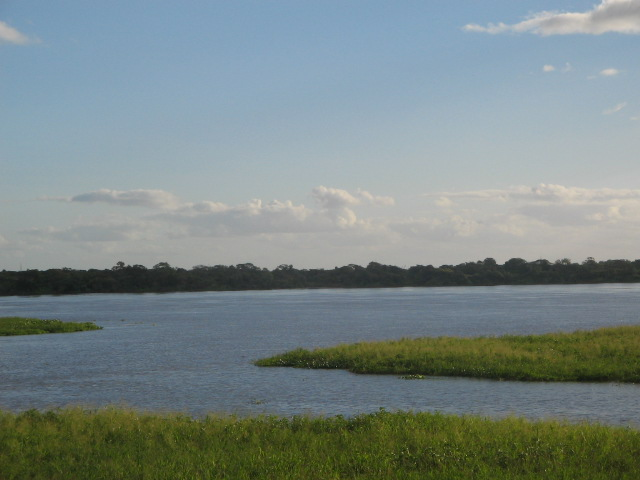
Rivier Paraguay bij San Antonio
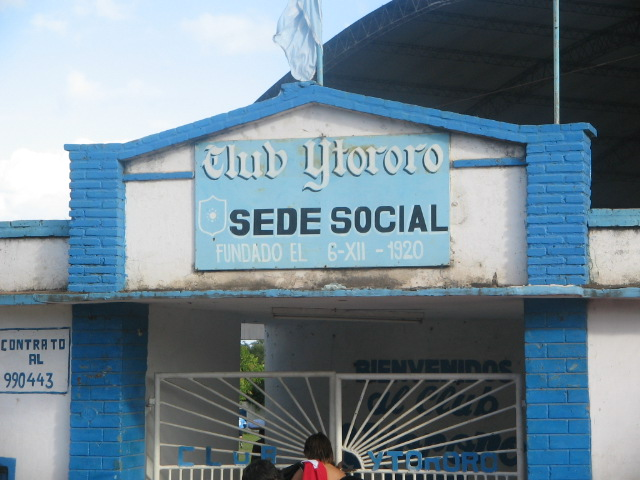
Club Ytororo